# Кичикир
Кичикир (баш. Кесекор) — деревня в Янаульском районе Республики Башкортостан Российской Федерации. Входит в состав Старокудашевского сельсовета.

## География

### Географическое положение
Расположена на речке Улуелга. Расстояние до:
- районного центра (Янаул): 26 км,
- центра сельсовета (Старокудашево): 7 км,
- ближайшей ж/д станции (Янаул): 26 км.

## История
Деревня была взята на учет в 1748 году с 4 дворами и 17 жителями из татар, что свидетельствует о недавнем ее основании. 35 ясачных татар деревни участвовали в Пугачевском восстании. Затем, вероятно, в связи с истечением срока припуска татары перешли в другие поселения, и в деревне с мечетью стали жить башкиры-вотчинники Уранской волости. В 1816 году — 16 дворов, 86 жителей (51 мужчина, 35 женщин), в 1834 году — 22 двора и 128 жителей (64 мужчины и 64 женщины).
В 1842 году в среднем на каждый из 22 дворов приходилось по 2.5 лошади, 3.5 коровы, 3.5 овцы и 2 козы; также имелось 24 улья и 16 бортей.
В 1859 году в 34 дворах проживало 111 мужчин и 97 женщин (всего 208 человек).
В 1870 году — деревня 3-го стана Бирского уезда Уфимской губернии, 40 дворов и 211 жителей (108 мужчин и 103 женщины), все башкиры. Имелась мечеть, жители занимались лесным промыслом.
В 1896 году в деревне Байгузинской волости IV стана Бирского уезда — 55 дворов, 405 жителей (218 мужчин, 187 женщин), мечеть.
В 1906 году — 437 жителей, бакалейная лавка.
В 1920 году по официальным данным в деревне 112 дворов и 552 жителя (277 мужчин, 275 женщин), по данным подворного подсчета — 578 башкир в 114 хозяйствах, а также 1 работник.
В 1926 году деревня относилась к Янауловской волости Бирского кантона Башкирской АССР.
В 1939 году в деревне 477 жителей, в 1959 году — 397.
В 1982 году население — около 220 человек.
В 1989 году — 131 человек (58 мужчин, 73 женщины).
В 2002 году — 100 человек (46 мужчин, 54 женщины), татары (58 %) и башкиры (37 %).
В 2010 году — 96 человек (45 мужчин, 51 женщина).

## Население
| 2002 | 2009 | 2010 |
| ---- | ---- | ---- |
| 100  | ↘99  | ↘96  |